# Ramón Puyol Román
Pour les articles homonymes, voir Puyol (homonymie) et Roman.
Ramón Puyol Román, né à Algésiras le 25 février 1907 et mort le 4 août 1981 dans cette même ville, est un peintre républicain espagnol, auteur de l'affiche et du slogan politique No pasarán.

## Biographie
Il intègre, à Madrid, l'Académie royale des Beaux-Arts Saint-Ferdinand. Il épouse l'écrivaine Luisa Carnés,.
Pendant la guerre d'Espagne, il peint l'affiche No pasarán, dont le slogan devient historique dans le monde entier à la suite notamment de son utilisation dans les discours de Dolores Ibárruri (La Pasionaria) pendant la guerre d'Espagne.
En 1937, il réalise la peinture murale de la Deuxième République Espagnole à l'Exposition universelle de Paris.
A la fin de la guerre d'Espagne, victime de la répression franquiste, il est emprisonné et après deux condamnations à mort, soumis aux travaux forcés dans la restauration des fresques de L'Escurial et du Palais royal de Madrid.
Il décède le 4 août 1981 dans sa ville natale d'Algésiras.

## Postérité
- Une avenue d'Algésiras porte son nom en sa mémoire[10].
- No pasarán, le slogan de son affiche, est entré aujourd'hui dans la culture populaire, par exemple en littérature (No pasarán, le jeu de Christian Lehmann), au cinéma (No pasaran, film d'Emmanuel Caussé et d'Éric Martin, 2009), dans les discours politiques[11] et les mouvements sociaux[12].
- « No Pasaran », le rap contre le RN : "Akhenaton, Fianso, Zola, Soso Maness, Seth Gueko ou encore Alkpote sortent un titre choral aux paroles crues contre le parti de Jordan Bardella. Les artistes ont choisi la manière forte et choquante pour prendre la parole."[13]